# 峰さを理
峰 さを理（みね さをり、本名：安田 峰子（やすだ みねこ）、1952年7月15日 - 2021年1月30日）は、日本の女優。元宝塚歌劇団星組トップスター。
福井県敦賀市、福井県立敦賀高等学校出身。身長169cm。愛称は「ミネちゃん」。

## 略歴
- 敦賀市のかまぼこ店の娘として生まれる。
- 1971年、宝塚歌劇団58期生として、宝塚音楽学校に入学。
- 1972年、58期生として宝塚歌劇団に入団。雪組公演『かぐら／ザ・フラワー』[2]で初舞台を踏む[3]。宝塚入団時の成績は48人中2位[2]。同期生に元専科の邦なつき、元花組組長の星原美沙緒、女優の寿ひずる、高汐巴がいる。
- 同年8月、関西テレビの番組「ザ・タカラヅカ!」に出演するユニット「バンビーズ」の8期生に選ばれる。同じく選ばれた寿、高汐とともに、翌年3月までほぼ毎週テレビ出演することとなる。
- 1973年4月2日[2]、星組に配属。寿、高汐と同期生トリオとして使われ、注目を浴びる。
- 同年9月、『この恋は雲の涯まで』新人公演で主役、源義経を演じる。研2（入団2年目）での新人公演主演は（当時の）新記録だった。その後も新人公演の主役を、多数務める。
- 1983年、瀬戸内美八の後任として、東京公演『アルジェの男／ザ・ストーム』にて星組トップスターに就任。姿晴香が1作のみ相手役を務めた。
- 1984年、南風まいが相手役に。この年後半には湖条れいかも相手役に就任し、異例のダブル娘役トップ体制になる。
- 1987年11月29日[2]、宝塚歌劇団を退団。最終出演公演の演目は星組・東京公演『別離の肖像[2]』。
- 退団後は演劇を中心に女優業として活動するほか、日本舞踊家「西崎峰」として舞台活動を行う一方、古巣の宝塚歌劇団で日本ものの振付も手がけている。
- 2014年、古巣・宝塚歌劇団創立100周年を記念して創立された『宝塚歌劇の殿堂』最初の100人の１人として殿堂入りを果たす[4]。
- 2021年1月30日、甲状腺がんのため、東京都内の病院で死去[5][6]。68歳没。

## 所属
- 日本舞踊 西﨑流家元委員会 委員
- 社団法人日本舞踊協会 会員

## 宝塚歌劇団時代の主な舞台

### 初舞台
- 『かぐら』（演出：渡辺武雄）/ 『ザ・フラワー』（演出：鴨川清作）（1972年）

### 新人公演主演
- 『この恋は雲の涯まで』源義経 役（演出：植田紳爾）（1973年）
- 『アルジェの男』ジュリアン 役（演出：柴田侑宏）（1974年）
- 『屋根裏の妖精たち』ニール 役（演出：高木史朗）（1975年）
- 『ベルサイユのばら』フェルゼン 役（演出：植田紳    爾）（1976年）
- 『夕陽のジプシー』 ナノッシュ役 (作・演出：内海重典) (1976年)
- 『風と共に去りぬ』レット・バトラー 役（演出：植田紳爾）（1977年）
- 『テームズの霧に別れを』ロバート 役（演出：柴田侑宏）（1977年）
- 『誰がために鐘は鳴る』ロバート 役（演出：柴田侑宏）（1978年）
- 『白夜わが愛』イワーノフ 役（演出：植田紳爾）

### 星組時代
- 『ロミオとジュリエット』ロミオ 役（演出：柴田侑宏）（1979年）（宝塚バウホール公演）＊バウ主演
- 『アンタレスの星』モンテクリスト伯 役（演出：植田紳爾）/『薔薇パニック -メルヘン・ショップで何がおこったか?-』（演出：草野旦）（1979年）
- 『恋の冒険者たち』オーシーノー 役（演出：村上信夫）/『フェスタ・フェスタ -世界はひとつII-』（演出：内海重典）（1980年）
- 『響け!わが歌』武杉影虎 役（演出：菅沼潤）/『ファンシー・ゲーム』（演出：三木章雄）（1980年）
- 『小さな花がひらいた』くろ 役（演出：柴田侑宏）/『ラ・ビ・アン・ローズ -恋は花模様-』（演出：横澤英雄）（1981年）
- 『宝塚グランド・フェスティバル』 ポートピア81  ポートピア博覧会 神戸国際広場公演  主演  (1981年)
- 『海鳴りにもののふの詩が』早瀬籐九郎 役（演出：植田紳爾）/『クレッシェンド!』（演出：小原弘稔）（1981年）
- 『暁のロンバルディア』フランソワ 役（演出：正塚晴彦）（1981年） （宝塚バウホール公演）＊バウ主演
- 『ミル星人パピーの冒険 -ふしぎなペンダント-』ジェラール 役（演出：阿古健）/『魅惑』（演出：岡田敬二）（1982年）
- 『エーゲ海のブルース』マックス 役（演出：柴田侑宏）/ 『ザ・ストーム』（演出：横澤英雄）（1982年）
- 『忘れじの歌』ダルメン 役（演出：大関弘政）（1982年）（宝塚バウホール公演）＊バウ主演
- 『小さな花がひらいた』東京役替わり公演 主役 茂次 (1982年)
- 『こぶし咲く春』安原又四郎 役（演出：大関弘政）/『ラブ・コネクション (宝塚歌劇)』（演出：酒井澄夫）（1983年）
- 『オルフェウスの窓 -イザーク編-』ユリウス 役（演出：植田紳爾）（1983年）
- 『ロンリーハート』アーネスト 役（演出：岡田敬二）（1983年）（宝塚バウホール公演）＊バウ主演

### 星組トップ時代
- 『アルジェの男』ジュリアン（演出：柴田侑宏）/『ザ・ストーム』（演出：横澤英雄）（1983年）
- 『祝いまんだら』（演出：植田紳爾）/『プラスワン (宝塚歌劇)』（演出：草野旦）（1984年）
- 『我が愛は山の彼方に』朴秀民 役（演出：植田紳爾）/『ラブ・エキスプレス』（演出：酒井澄夫）（1984年）
- 『哀しみのコルドバ』エリオ 役（演出：柴田侑宏）/『ルミエール (宝塚歌劇)』（演出：三木章雄）（1985年）
- 『西海に花散れど』平資盛 役（演出：菅沼潤）/『ザ・レビューIII -シャンテ・ダンセ・ダムール-』（演出：酒井澄夫）（1985年）
- 『レビュー交響楽』ジークフリード 役（演出：植田紳爾）（1986年）
- リサイタル『愛のカンタータ』（演出：草野旦）（1986年）（バウホール公演）初めてのリサイタル
- 『華麗なるファンタジア』カンディード 役（演出：太田哲則）/『ブギ・ウギ・フォーリーズ』（演出：小原弘稔）（1986年）
- 『紫子』紫子・碧生 役（演出：柴田侑宏）/『ジュビリー・タイム!』（演出：酒井澄夫）（1987年）
- 『別離の肖像』（演出：植田紳爾）（1987年）
- 『WHATS THE TITLE…!』（演出：正塚晴彦）（1987年）（バウホール公演）

## ディスコグラフィ
- 峰さを理 「愛の怯えバラのスーべニール」((EP)SOLB392・CBS/SONY)
- 峰さを理  「city in the night」 (LP/VIH-28091）
- 峰さを理　REMEMBER YOU -PART1-(CD) TMPC-1A
- 峰さを理　REMEMBER YOU -PART2-(LP/TMP−1138/カセットテープ)
- 愛しのGAN GAN (CD)
- カーミラ(LP・CD)
- 峰さを理 「愛の旅立ち」((LIVE録音)2枚組CD)アルマムジカ(ASIN:B08Z2RLJGL)各サイトにて配信ダウンロード販売もある

その他
宝塚歌劇実況LPなど多数

## 映像作品
- 峰さを理 マイ・フィーリング(ビデオ) TMPV-5B
- 峰さを理　星を愛して!～宝塚私の青春～(ビデオ) TMPV-13B

## 参加作品
- 84TMP音楽祭　宝塚70年を歌う(ビデオ) TMPV-1B
- 86TMP音楽祭　ザッツ・ムービー!(ビデオ) TMPV-8B
- 87TMP音楽祭　ラ・シャンソン(ビデオ) TMPV-11B
- 花と愛のたからづか(CD)
- 麗人 REIJIN　Season 2 “Festa” (CD)
- ベルサイユのばら～昭和版～ベスト（CD/MHCL-108） 5愛の怯え 6バラのスーべニール

## 宝塚歌劇団退団後の主な活動

### 舞台
- 『深川さくら茶屋』仇八 役（1988年1月）（東京宝塚劇場公演）
- 『ハロルド・ピンター・コレクション』女2、老婆1、男1、A夫人、ピフス嬢 役（1988年4月）（銀座セゾン劇場公演）
- 『ルージュ』（1988年6月）（博品館劇場公演 他）
- 『薔薇と棺桶』フェイ 役（1988年8月）（パルコ劇場公演 他）
- 『イダマンテ』エレクトラ 役（1988年12月）（中日劇場公演）
- 『流行者』(1989年5月)（パルコ劇場公演 他）
- 『必殺仕事人』おゆき 役（1989年7月）（梅田コマ劇場公演）
- 『愛しのGAN・GAN』蝶子 役（1990年2月）（博品館劇場公演 他）
- 『夏の夜の夢』ヒポリタ／タイテーニア 役（1990年6月）（シアターコクーン公演）
- 『スタア』杉梢 役（1990年10月）（新神戸オリエンタル劇場）
- 『BROKEN・西遊記』三蔵法師 役（1991年2月）（全国ツアー）
- 『アニー』グレイス 役（1991年5月）（青山劇場公演 他）
- 『ヴェローナの二紳士』ジュリア 役（1991年10月）（グローブ座公演）
- 『ペリクリーズ』セーザ 役（1991年10月）（グローブ座公演）
- 『佐倉家の青春』清原京 役（1992年1月）（三越劇場公演）
- 『MANON』（1992年2月）（シアターVアカサカ公演）
- 『アニー』グレイス 役（1992年4月）（青山劇場公演 他）
- 『坂本龍馬』お龍 役（1992年5月）（全国ツアー）
- 『MANON』（1992年7月）（シアターVアカサカ公演）
- 『BROKEN・マクベス』讃良姫 役（1992年9月）（グローブ座公演　他）
- 『MANON』（1992年11月）（宝塚バウホール公演）
- 『ハムレット』ガートルード 役（1992年11月）（グローブ座公演）
- 『アニー』グレイス 役（1993年4月）（青山劇場公演他）
- 『ジンジャーブレッド・レディー』イーヴィ・ミアラ 役（1993年9月）（東京芸術劇場中ホール公演 他）
- 『MANON』（1993年10月）（博品館劇場公演）
- 『源氏物語』六条御息所 役（1993年11月）（全国ツアー）
- 『アルバート』アルバート・ノッブス 役（1994年3月）（博品館劇場公演）
- 『にごり江』お京 役（1994年4月）（近鉄劇場公演）
- 『ビューティフル・ガールズ』（1994年5月）（ハウステンボス公演）
- 『天保ねずみ伝』大川恋之丞・おはん 役（1994年7月）（明治座公演）
- 『ファルセット』トリナ 役（1994年10月）（サンシャイン劇場公演）
- 『花の円舞曲』北嵯峨文子・華頂良子 役（1995年1月）（三越劇場公演）
- 『天降る女神たち』（1995年3月）（大分ビーコンプラザ公演）
- 『サド侯爵夫人』モントルイユ夫人 役（1995年5月）（ヨーロッパ各地）
- 『サド侯爵夫人』モントルイユ夫人 役（1995年6月）（さいたま芸術劇場公演）
- 『おかしな2人』グウェンドリン・ピジョン 役（1995年7月）（セゾン劇場公演）
- 『ブラッド・ブラザーズ』ミセス・ライオンズ 役（1995年8月）（青山劇場公演 他）
- 『ラブレターズ』（1995年12月）（パルコ劇場公演）
- 『サド侯爵夫人』モントルイユ夫人 役（1996年5月）（東ヨーロッパ 各地）
- 『サド侯爵夫人』モントルイユ夫人 役（1996年6月）（メイシアターホール公演）
- 『グラン・カトル』（1997年4月）（葛飾シンフォニーホール公演）
- 『A Song of MINE』（1997年8月）（アートスフィア公演）
- 『ラパン・アジールに来たピカソ』ジェルメーヌ 役（1997年8月）（シアターΧ公演）
- 『楽劇リコリス』女王ストレリチア 役（1997年11月）（リリアメインホール公演）
- 『春待ち草』おちよ 役（1998年1月）（三越劇場公演）
- 『アンネの日記』フランク夫人 役（1998年7月）（世田谷パブリックシアター公演 他）
- 『今いざやかぶかん』阿国 役（1998年7月）（新国立劇場公演）＊西﨑峰として
- 『パリ恋物語』（1998年10月）（新神戸オリエンタル劇場公演）
- 『心中・恋の大和路』八右衛門 役（1999年5月）（宝塚バウホール公演）
- 『ペーパームーン』ビリー・ロイ・ロギンズ 役 他（1999年7月）（シアターコクーン公演）
- 『キーン』エレナ 役（1999年10月）（新国立劇場公演）
- 『ペーパームーン』（2000年7月）（シアターコクーン公演 他）
- 『ラパン・アジールに来たピカソ』（2000年10月）（全国ツアー）
- 『心中・恋の大和路』八右衛門 役（2001年2月）（東京芸術劇場公演）
- 『桜祭り狸御殿』金五郎 役（2001年4月）（新宿コマ劇場公演 他）
- 『火の鳥』火の鳥 役（2001年6月）（ルテアトル銀座公演）[注 1]
- 『のど自慢』（2001年10月）（なんばグランド花月公演）
- 『あやこものがたり』コシノジュンコ 役（2001年11月）（NHK大阪ホール公演）
- 『上方花舞台』浮舟 役（2001年11月）（NHK大阪ホール公演）
- 『人生ふたりづれ』力弥 役（2002年5月）（新宿コマ劇場公演 他）
- 『シンデレラ』姉・ポーシャ 役（2002年8月）（新宿コマ劇場公演）
- 『三越名人会』浮舟 役（2002年10月）（三越劇場公演）
- 『ザ・レビュー：サ・セ・パリ』（2002年10月）（全国ツアー）
- 『西﨑 峰の会』（2002年12月）（国立劇場公演）＊西﨑峰として
- 『桜吹雪狸御殿』お黒 役（2003年4月）（新宿・梅田コマ劇場公演）
- 『薔沙薇の女－カルメン2003－』カルメン 役（2003年6月）（ルテアトル銀座公演）[注 1]
- 『レ・ミゼラブル』テナルディエの妻 役（2003年7・8月）（帝国劇場公演）
- 『上野不忍華舞台』（2003年10月）（水上音楽堂公演）
- 『シンデレラ』姉・ポーシャ 役（2003年12月）（梅田コマ劇場公演）
- 『レ・ミゼラブル』テナルディエの妻 役（2004年1月）（博多座公演）
- 『ザ・レビュー：サ・セ・パリ』（2004年2・3月）（全国ツアー）
- 『宝塚創立90周年記念特別公演』お黒 役（2004年4月）（梅田・新宿コマ劇場公演）
- 創作『桜の園』高嶋都留子 役 （2004年5月）（アートスフィア公演）[注 1]
- 『火の鳥－転生編－』舞姫 役（2004年6月）（ルテアトル銀座公演）[注 1]
- 『私、女優よっ!』茜梨花 役 （2004年9月）（アートスフィア公演）
- 『宴会泥棒』マリア 役（2004年10・11月）（博品館劇場公演）
- 『ジパング』花村麗 役（2005年1月）（御園座公演）
- 『ザ・レビュー：サ・セ・パリ』（2005年2月）（全国ツアー）
- 『桜絵巻狸源氏』夢之助 役/『ショー・イズ・オン』（2005年4・5月）（新宿コマ劇場公演　他）
- 『Tender Love Concert』（2005年5月）（鶴見会館公演）
- 『源氏物語・朗読 VI』（2005年5月）（博品館劇場公演）
- 『陰 陽 師』孔雀 役（2005年6月）（ルテアトル銀座公演）＊西﨑峰として
- 『上野不忍華舞台』（2005年9月）（水上音楽堂公演）
- 『牡丹燈籠 狂想曲』三遊亭円朝の妻&国定忠治 役（2005年10月）（シアター1010公演）
- 『たからじぇんぬミュージカルパーティ2』（2005年11月）（三越劇場公演）
- 『ザ・ショー：ニューヨーク・ニューヨーク』（2006年1・2月）（全国ツアー）
- 『桜合戦狸囃子』腹鼓狸吉郎 役/『ショー・イズ・オン'06』 （2006年3・4月）（新宿コマ劇場公演 他）
- 『吉原』遊女／千寿 役（2006年6月）（ルテアトル銀座公演）＊西﨑峰として
- 『梅屋福太郎独創会』乙姫 役（2006年9月）（国立能楽堂公演）＊西﨑峰として
- 『One!－the history of Tacky－』（2006年9月）（日生劇場公演）
- 『ジャック・ブレルは今日もパリに生きて歌っている』（2006年10月）（サンシャイン劇場公演）
- 『源氏物語"百花繚乱"』（2006年10月）（博品館劇場公演）
- 『AKIKO』（2006年12月）（宝塚バウホール公演）
- 『ザ・ショー：ニューヨーク・ニューヨーク』（2007年1・2月）（全国ツアー）
- 『セレブの資格』レディ・ヘイリング 役（2007年3・4月）（ルテアトル銀座公演 他）
- 『心中・恋の大和路』八右衛門 役（2007年4月）（東京芸術劇場・宝塚バウホール公演）
- 『予言』まくべすと呼ばれる男の妻 役（2007年5・6月）（ルテアトル銀座公演）[注 1]
- 『アキコ・カンダ作品選〜夢、紡いで〜』（2007年9月）（青山円形劇場公演）
- 『En route、PETIPA!』サイモン 役（2007年11月）（宝塚バウホール公演）
- 詞劇『艶は匂へど…』光源氏、弁 役（2007年11月）（博品館劇場公演）
- 第3回『源氏の世界を語る』（2007年12月）（京都会館 第一ホール公演）
- ラ フィエスタ『ラティーナ』（2008年1・2・3月）（全国ツアー）
- 日本舞踊協会公演 - 猩々 役（2008年2月）（国立劇場大劇場公演）[注 1]
- 詞劇『艶は匂へど…』光源氏、弁 役（2008年2月）（愛媛県県民文化会館公演）
- 『三越名人会』（2008年5月）（三越劇場公演）＊西﨑峰として
- 『隣人』（2008年8・9月）（リーガロイヤルホテル公演）
- 『"D"〜永遠という名の神話〜』エージェント、ミルドレッド、キャッシー、アデライン 役（2008年10月）（博品館劇場公演）
- 詞劇『艶は匂へど…』宰相の君 役（2008年11月）（博品館劇場公演）
- 日本舞踊協会公演 - 男雛 役（2009年2月）（国立劇場大劇場公演）＊[注 1]
- ラ フィエスタ『ラティーナ』（2009年3・4月）（全国ツアー）
- 『DREAM BOYS』（2009年9・10月）（帝国劇場・梅田芸術劇場公演）
- 『タカラジェンヌに栄光あれ』（2010年1月）（奄美文化センター公演 他）
- 『新・道成寺』（2010年7月）（国立劇場小劇場公演）
- 『花柳寿輔傘寿の会』（2011年3月）（国際フォーラムホールA公演）
- 第2回『西﨑峰の会』（2011年11月）（国立劇場小劇場公演）
- スタジオドラード発表会（2011年11月）（日本橋劇場公演）
- ザ・レビュー『サ・セパリ2』（2012年2月）（全国ツアー）
- 『DREAM, A DREAM』（2013年10月 - 11月）（シアターオーブ、梅田芸術劇場）
- 『FABULOUS REVUE BOYS II』（2014年7月）（築地ブディストホール）
- 『ミリオンダラー・ヒストリー』（2014年8月）（天王洲銀河劇場）
- TAKARAZUKA 100th Anniversary OG version『CHICAGO』ビリー・フリン役[注 2]（2014年10月 - 12月、東京国際フォーラムホールC、梅田芸術劇場メインホール、刈谷市総合文化センター）
- 宝塚歌劇OGバージョン『CHICAGO』ビリー・フリン役[注 2]（2016年7月 - 8月、神奈川芸術劇場・ディヴィッド・H・コーク劇場、東京国際フォーラムホールC、梅田芸術劇場、ニューヨーク・リンカーン・センター）

### コンサート
- クリスマスコンサート （1988年12月）（第一生命ホール公演）
- 『'89コンサートツアー』（1989年3月）（中野サンプラザ公演 他）
- 『'90コンサートツアー』（1990年4月）（中野サンプラザ公演 他）
- 『'91コンサートツアー』（1991年9月）（中野サンプラザ公演 他）
- 『'92コンサート』（1992年12月）（町田市民ホール公演）
- 『'93コンサート』（1993年1月）（シアターアプル公演 他）
- 『峰さを理inジァン・ジァン』vol.1（1996年2月）（渋谷ジァン・ジァン公演）
- 『峰さを理inジァン・ジァン』vol.2（1996年8月）（渋谷ジァン・ジァン公演）
- 『MINEコレクションin敦賀』（1997年3月）（敦賀市民文化センター公演）
- 『峰さを理inジァン・ジァン』vol.3（1997年5月） （渋谷ジァン・ジァン公演）
- 『峰さを理inジァン・ジァン』vol.4（1998年4月）（渋谷ジァン・ジァン公演）
- 『峰さを理inジァン・ジァン』vol.5（1999年6月） （渋谷ジァン・ジァン公演）
- 『THE SINGERS』vol.1（1999年1月）（博品館劇場公演 他）
- 『THE SINGERS』vol.2（2000年2月）（博品館劇場公演）
- 『THE SINGERS』vol.3（2001年5月）（博品館劇場公演）
- 『THE SINGERS』vol.2（2001年5月）（博品館劇場公演）
- 『THE SINGERS』vol.4（2002年9月）（博品館劇場公演）
- 『THE SINGERS』vol.5（2003年9月）（博品館劇場公演）
- 『レ・ミゼラブルINコンサート』テナルディエの妻 役（2004年7月）（東京芸術劇場・梅田コマ劇場公演）
- 『レ・ミゼラブルINコンサート』テナルディエの妻 役（2004年12月）（全国ツアー）
- 『石井好子とシャンソンの夕べ』（2008年4月）（有楽町朝日ホール公演）
- 『寺田瀧雄メモリアルコンサート』（2010年7月）（東京宝塚劇場公演）
- 峰さを理　コンサート（2011年8月）（東京文化会館　小ホール公演）
- 『パリ祭』（2012年7月）（NHKホール 他）

### ディナーショー・サロンショー・ライブ
公演日時/公演場所
- 1987年12月22日　帝国ホテル
- 1988年3月1日・2日　新阪急ホテル
- 1988年7月24日　大阪ロイヤルホテル
- 1988年12月18日　大阪ロイヤルホテル
- 1988年12月21日　京都ホテル
- 1988年12月22日　帝国ホテル
- 1989年5月31日　 椿山荘
- 1989年11月9日・10日　新阪急ホテル
- 1990年2月26日　クイーンエリザベス2号
- 1990年4月16日　椿山荘
- 1990年11月26日　六本木バレンタイン
- 1990年12月15日　 琵琶湖ホテル
- 1990年12月19日　東京ベイヒルトンホテル
- 1990年12月23日　新阪急ホテル
- 1990年12月24日・25日・29日　クリスタルルーム
- 1991年5月18日・19日　イエスタイヤーズホール
- 1991年7月20日　イエスタイヤーズホール
- 1991年8月3日　六本木ピットイン
- 1991年12月24日　ホテルメトロポリタン
- 1992年2月25日　新阪急ホテル
- 1993年6月4・5日　六本木バレンタイン
- 1993年12月　クリスタルルーム
- 1993年12月　宝塚ホテル
- 1994年5月27日　クルーザー デ・ハール号
- 1994年6月10日・11日　六本木バレンタイン
- 1995年5月6日　ホテルパシフィック
- 1995年12月21日　鎌倉プリンスホテル
- 1996年4月20日　サテンドール
- 1996年12月21日　TVジャンクション
- 1997年7月3日　銀座東武ホテル
- 1998年12月23日　銀座東武ホテル
- 1999年3月22日　高山グリーンホテル
- 1999年12月15日　大森ベルポート
- 1999年12月1日・29日　ミスターケリーズ
- 1999年12月25日　銀座東武ホテル
- 2000年3月5日　ミスターケリーズ
- 2000年4月15日　ミスターケリーズ
- 2000年6月2日　スイートベイジルSTB139
- 2000年11月21日　ミスターケリーズ
- 2000年12月23日　銀座東武ホテル
- 2001年7月21日　銀座東武ホテル
- 2001年12月22日　ホテルニューオータニ幕張
- 2001年12月24日　銀座東武ホテル
- 2002年1月26日　ミスターケリーズ
- 2002年3月4日　ホテル阪急インターナショナル
- 2002年4月4日　スイートベイジルSTB139
- 2002年4月11日-20日　にっぽん丸クルーズ
- 2002年6月22日　ミスターケリーズ
- 2002年7月6日　銀座東武ホテル
- 2002年12月23日　ホテルニューオータニ
- 2003年1月26日　ミスターケリーズ
- 2003年10月24日　ミスターケリーズ
- 2003年12月23日　銀座東武ホテル
- 2004年8月7日　銀座東武ホテル
- 2004年11月12日　ミスターケリーズ
- 2004年12月23日　センチュリーハイアット東京
- 2005年7月15日　東京会館
- 2005年8月19日　ミスターケリーズ
- 2005年12月25日　銀座東武ホテル
- 2006年5月13日　ミスターケリーズ
- 2006年6月13日　東京会館
- 2006年7月15日　ホテルニューオータニ
- 2006年12月23日　銀座東武ホテル
- 2007年1月20日・6月17日・7月15日　東京会館
- 2007年8月5日　ホテル阪急インターナショナル
- 2007年11月5日　ミスターケリーズ
- 2007年12月23日　銀座東武ホテル
- 2008年2月27日　フォーシーズンズホテル椿山荘
- 2008年5月5日　リーガロイヤルホテル東京
- 2008年7月12日　東京会館
- 2008年8月22日　ミスターケリーズ
- 2008年12月1日　ホテルニューオータニ博多
- 2008年12月9日　箱根ホテル小涌
- 2008年12月16日　ウェスティンナゴヤキャッスル
- 2008年12月23日　銀座東武ホテル
- 2009年5月2日　ライブスペース「Qui（キ）」
- 2009年6月14日　ミスターケリーズ
- 2009年7月4日　ライブスペース「Qui（キ）」
- 2009年7月18日　東京会館
- 2009年11月14日　ミスターケリーズ
- 2009年12月26日　東京会館
- 2010年2月7日・5月22日　ライブスペース「Qui（キ）」
- 2010年7月25日　東京会館
- 2010年8月22日　ライブスペース「Qui（キ）」
- 2010年9月27日　スイートベイジルSTB139
- 2010年12月23日　ライブスペース「Qui（キ）」
- 2011年4月17日　ミスターケリーズ
- 2011年7月16日・12月25日　東京会館

## 主なテレビ出演
- 『虹を織る』（1980年、NHK） - 宝塚歌劇団が舞台となった連続テレビ小説。
- 『今夜は最高!』（日本テレビ） - パートナー…1987年6月20日（ゲスト：立川談志）・27日（ゲスト：藤木孝）
- 『一枚の写真』（フジテレビ）
- 『カモナ・マイハウス!』（フジテレビ） - 山田邦子と共同で司会
- 『思い出のメロディー』2005年8月（NHK）

## 振付作品
- 1999年『エピファニー』（宝塚歌劇団・星組バウホール公演）
- 2000年『更に狂はじ』（宝塚歌劇団・月組バウホール公演）
- 2002年『月の燈影』（宝塚歌劇団・花組バウホール公演）
- 2003年『恋天狗』（宝塚歌劇団・月組バウホール公演）
- 2003年『桜吹雪狸御殿』（宝塚OG公演）
- 2003年 レ・ミエンレビュー『HIBARI』
- 2004年『新版桜吹雪狸御殿『ボンジュール・タカラジェンヌ』（宝塚OG公演）
- 2004年『花のいそぎ』（宝塚歌劇団・星組バウホール公演）
- 2004年『飛鳥夕映え』（宝塚歌劇団・月組大劇場公演）
- 2004年『天の鼓』（宝塚歌劇団・花組シアター・ドラマシティ公演）
- 2005年『睡れる月』（宝塚歌劇団・雪組シアター・ドラマシティ公演）
- 2008年 日本舞踊協会創作舞踊劇場・第25回公演 『青春・I』-流れ-
- 2008年 源氏物語千年紀頌『夢の浮橋』（宝塚歌劇団・月組大劇場公演）
- 2010年『紫子』（宝塚歌劇団・月組中日劇場公演）

その他　振付補として多数の宝塚歌劇団作品に参加。